# Vũ Đại
Vũ Đại (1927-1983), nguyên Ủy viên Ban Chấp hành Trung ương Đảng Cộng sản Việt Nam khóa V, Đại biểu Quốc hội khóa VII, Bộ trưởng, Phó Chủ nhiệm Ủy ban Kế hoạch Nhà nước.
Tên thật của ông Vũ Đại là Nguyễn Thúc Kha, sinh năm 1927. Quê quán tại thôn Nghĩa Trai, huyện Văn Lâm, tỉnh Hưng Yên.

## Quá trình hoạt động cách mạng
Ông tham gia cách mạng và là đảng viên Đảng CSVN từ tháng 3/1945.
Từ 1945-46: Bí thư Huyện ủy huyện Tiên Du, tỉnh Bắc Ninh.
Từ 1946-48: Thường vụ Tỉnh Ủy Bắc Ninh.
Từ 1948-49: Thường vụ Khu bộ Việt Minh Liên khu I Việt Bắc.
Từ 1949-56: công tác tại Trung ương Đoàn Thanh niên.
Sau khi hòa bình lập lại, trong thời gian từ 1956-59: Bí thư Thành đoàn Hà Nội.
Từ năm 1959-65: Ủy viên Thường vụ Thành ủy, Phó Chủ tịch Ủy ban nhân dân TP. Hà Nội.
Từ 1965-1975: Vụ trưởng Vụ Kế hoạch Bộ Công nghiệp nhẹ.
Sau khi cả nước thống nhất, ông được Trung ương cử vào miền Nam.
Từ 1975-79: Chủ nhiệm Ủy ban Kế hoạch, Phó Chủ tịch Ủy ban nhân dân TP. Hồ Chí Minh.
Từ 1979-81: Thứ trưởng Bộ Công nghiệp nhẹ.
Tại Đại hội Đảng Cộng sản Việt Nam lần thứ V, ông được bầu làm Ủy viên Ban Chấp hành Trung ương Đảng. Ông được Trung ương giới thiệu ứng cử đại biểu Quốc hội tại tỉnh An Giang và được bầu là Đại biểu Quốc hội khóa VII.
Ngày 22/1/1981, ông được bổ nhiệm làm Bộ trưởng, Phó Chủ nhiệm Ủy ban Kế hoạch Nhà nước cho đến ngày mất.
Ông đã được Nhà nước Việt Nam trao tặng nhiều huân chương cao quý. Do những cống hiến của ông cho đất nước, ngày 5/1/2009, Chủ tịch nước Nguyễn Minh Triết đã ký quyết định số 13/QĐ-CTN truy tặng ông Huân chương Hồ Chí Minh.